# Massimo Albiero
Massimo Albiero (Adria, 18 maggio 1960) è un allenatore di calcio ed ex calciatore italiano, di ruolo difensore.

## Carriera

### Giocatore

#### Club

Albiero in maglia lariana nel 1988, alle prese con lo juventino Cabrini.

Albiero inizia la sua carriera a Ferrara, nel 1977-1978 in Serie C. Nella SPAL, il possente libero giocò quattro stagioni fino al 1981, per un totale di 82 gare e un gol fra Serie B e Serie C. Il suo esordio nella massima serie è legato a una breve esperienza di pochi mesi a Como, nell'autunno 1981, e si data alla prima giornata, 13 settembre 1981, Fiorentina–Como (1–0) con rete di Francesco Casagrande. A ottobre torna a Ferrara e gioca 9 gare nel prosieguo della stagione.
Dopo una breve parentesi ad Avellino (2 gare nella seconda metà del 1982-1983), Albiero nell'estate 1983 passa al Como, contribuendo alla promozione in Serie A e disputando sei campionati, cinque dei quali nella massima serie, fino al giugno 1989. A Como Albiero somma 166 gare di campionato, con 8 reti.
Con la retrocessione in Serie B del 1989, l'ormai quasi trentenne libero passa al Padova, in Serie B. La conclusione della sua carriera, nel campionato 1990-1991, è a Ferrara, in quella SPAL che lo aveva lanciato quattordici anni prima e con la quale vincerà, segnando proprio lui il calcio di rigore determinante nello spareggio di Verona, il campionato di Serie C2.
In carriera ha totalizzato complessivamente 136 presenze e 7 reti in Serie A e 148 presenze e 3 reti in Serie B.

#### Nazionale
Conta 8 presenze in Nazionale Under-21, con esordio il 13 febbraio 1980 nella sconfitta a Firenze per 0-1 contro l'Olimpica sovietica. Da notare che sul sito della FIGC i dati non sono completi.